# Wohlers Report
Wohlers Report（ウォーラーズ レポート）とは、3次元造形装置（RP、3Dプリンタ等）の市場と傾向についてのコンサルティングを行う米国のウォーラーズ・アソシエイト社（Wohlers Associates, Inc.）が発行する業界動向と市場占有率などに関する年1回発行のレポート。
最新の技術情報から国別の導入数、主要なメーカーのシェアなども掲載されており、業界動向を知る上で必須のレポートとなっている。
なお、2009年段階では国別では米国が導入数が一番多く、メーカーシェアでは米国Stratasysが最も大きい。
同調査は、世界の主要なメーカー約30社と主なサービスプロバイダー約70社から回答を得てレポートを作成しており、レポート内容の信頼性も高い。